# Ganzo

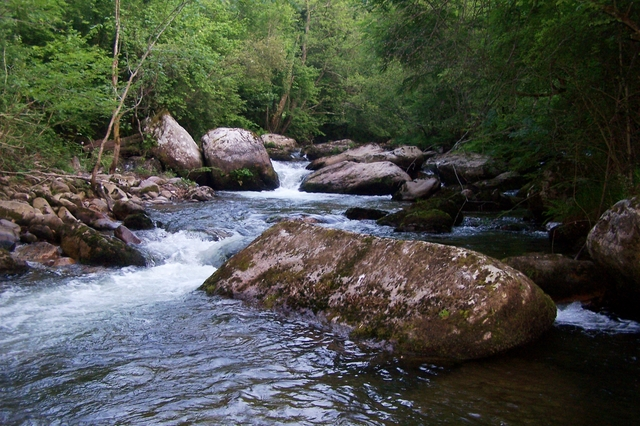
Río Saja a su paso por Ganzo.

Ganzo es una localidad del municipio de Torrelavega (Cantabria, España). La localidad está a una altitud de 20 metros sobre el nivel del mar, y a una distancia de 2,2 kilómetros de la capital municipal, Torrelavega. En el año 2019 Ganzo contaba con una población de 1.441 habitantes (INE) Su patrona es la Virgen del Carmen cuyas fiestas se celebran el 16 de julio.

## Instalaciones
En esta localidad se encuentra el Hospital Sierrallana.
También cuenta con un Area comercial, con tiendas como Lidl, Kiwoko, Lupa, Tedi, Décathlon, Galp, Burger King y cafeterías como Jadín de Moneche, Meson Orgón, Bar La Bolera.
- Datos: Q8963443
- Multimedia: Ganzo / Q8963443